# Dachau
Dachau – miasto powiatowe w południowych Niemczech, w kraju związkowym Bawaria, w rejencji Górna Bawaria, w regionie Monachium, siedziba powiatu Dachau. Leży ok. 20 km w kierunku północno-zachodnim od Monachium. Zamieszkane przez 43 255 mieszkańców (31 grudnia 2011). Przez miasto przepływa rzeka Amper. W Dachau rozwinął się przemysł elektrotechniczny, precyzyjny, włókienniczy i środków transportu.

## Historia
Miasto założone w VIII wieku. Miejsce działania wielu niemieckich artystów XIX i XX wieku.
W Dachau działał w latach 1933–1945 pierwszy niemiecki, hitlerowski obóz koncentracyjny KL Dachau.

## Demografia
Dane o ludności z 31 grudnia 2008:
| Opis                                | Ogółem | Ogółem | Kobiety | Kobiety | Mężczyźni | Mężczyźni |
| ----------------------------------- | ------ | ------ | ------- | ------- | --------- | --------- |
| Jednostka                           | osób   | %      | osób    | %       | osób      | %         |
| Populacja                           | 41 678 | 100    | 21 552  | 51,71   | 20 126    | 48,29     |
| Wiek przedprodukcyjny (0–17 lat)    | 7421   | 17,81  | 3560    | 8,54    | 3861      | 9,26      |
| Wiek produkcyjny (18–65 lat)        | 26 365 | 63,26  | 13 458  | 32,29   | 12 907    | 30,97     |
| Wiek poprodukcyjny (powyżej 65 lat) | 7892   | 18,94  | 4534    | 10,88   | 3358      | 8,06      |

## Polityka
Nadburmistrzem miasta jest Peter Bürgel z CSU, rada miasta składa się z 40 osób.

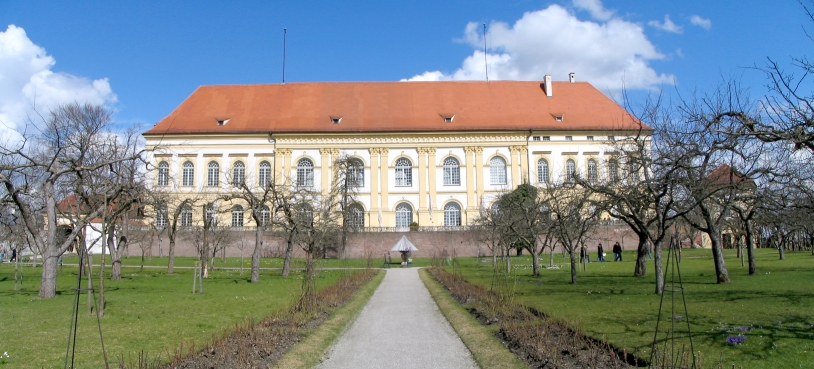
Pałac w Dachau

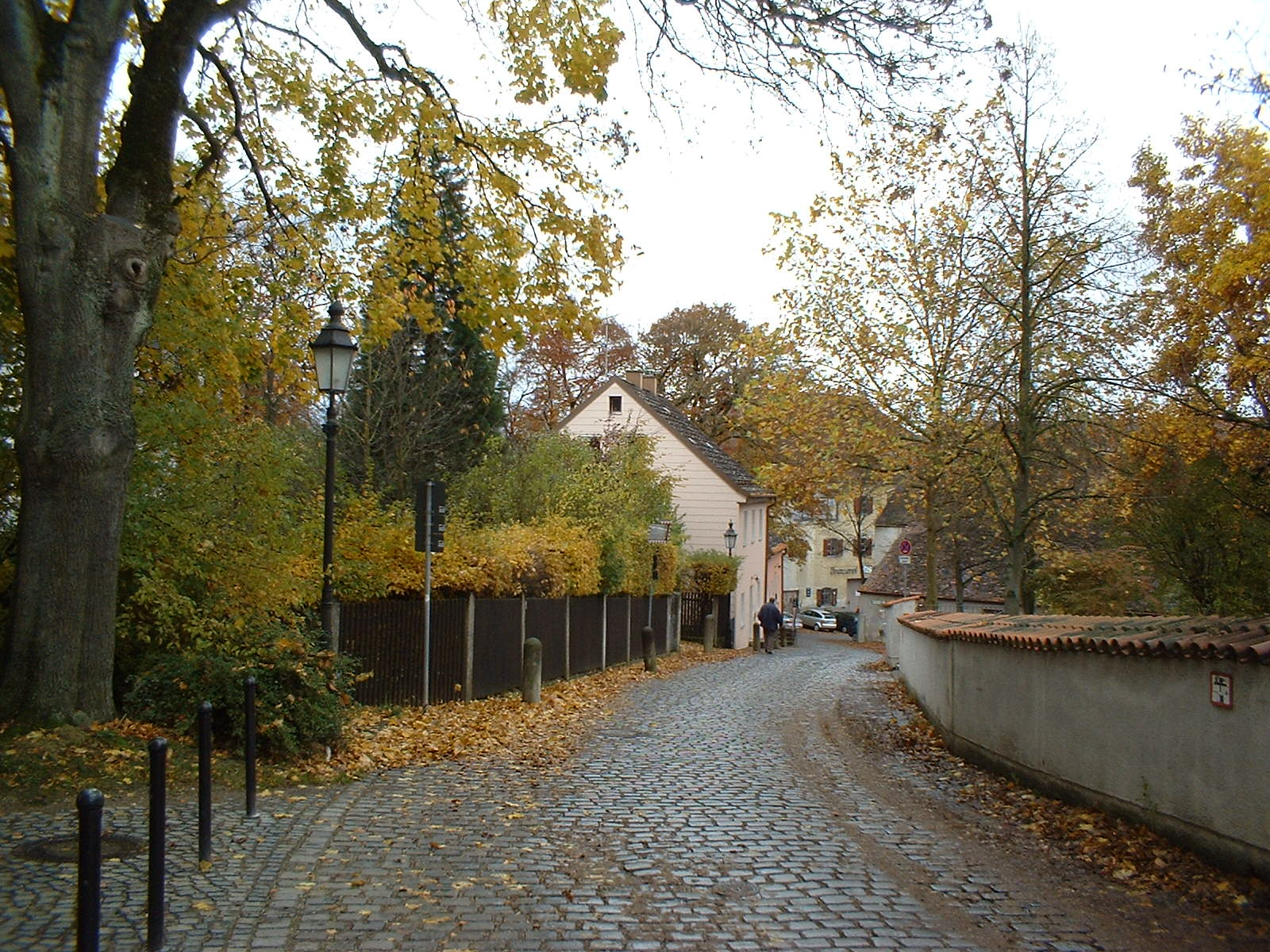
Uliczki w Dachau

|      | CSU | SPD | FW | ÜBG | REP | BfD | FDP | Zieloni | Razem |
| 2008 | 17  | 7   | 2  | 6   | –   | 3   | 1   | 4       | 40    |
| 2002 | 16  | 8   | 2  | 9   | 1   | 3   | 1   | –       | 40    |

## Zabytki
- historyczne centrum miasta
- renesansowy pałac z XVI wieku
- Parafia Zmartwychwstania Pańskiego

## Transport

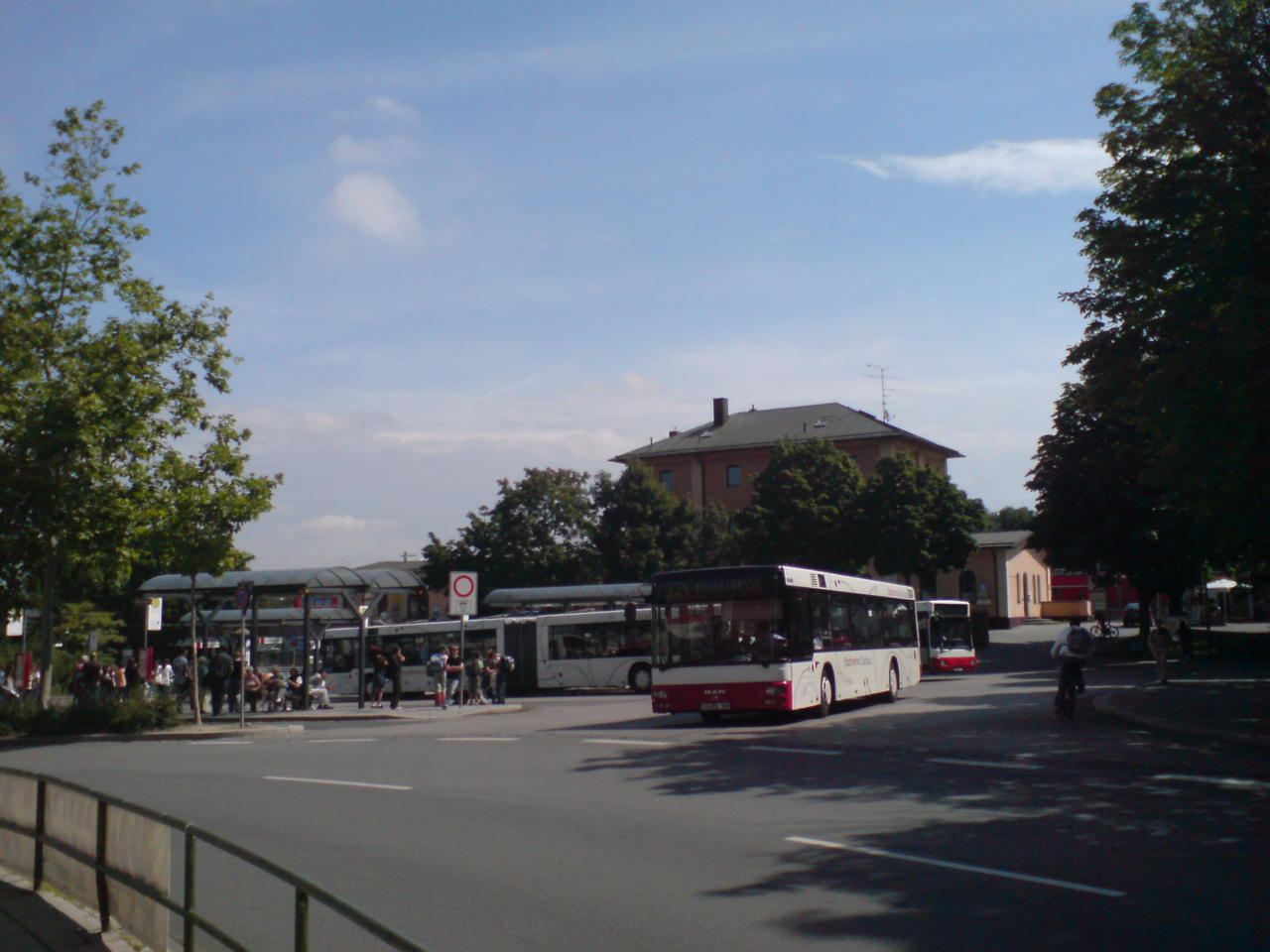
Dworzec kolejowy oraz przystanek autobusowy

W Dachau znajduje się skrzyżowanie łączącej miasto z Monachium drogi krajowej B304 z drogą krajową B471.
Stacja kolejowa Dachau umożliwia dojazd szybką koleją miejską S-Bahn w kierunku południowym do Monachium, a w kierunku północnym do Petershausen oraz Altomünster. Koleją regionalną Dachau jest połączone z Ingolstadt oraz z Norymbergą przez Treuchtlingen.

## Współpraca
Miejscowości partnerskie:
- Areguá, Paragwaj
- Fondi, Włochy
- Klagenfurt am Wörthersee, Austria
- Renkum, Holandia
- Rosz ha-Ajin, Izrael
- Tervuren, Belgia